# Robert Martin (écrivain)
Pour les articles homonymes, voir Robert Martin et Martin.
Robert Martin, né le 16 octobre 1908 à Chula, en Virginie, et mort le 1er février 1976 à Tiffin, en Ohio, est un écrivain américain, spécialisé dans le roman policier. Il publie plusieurs de ses romans sous le pseudonyme Lee Roberts.

## Biographie
Fils de Joseph et Harriet (Repasz) Martin, il est diplômé de la Columbian High School (Tiffin, Ohio) (en) de Tiffin, Ohio. Il travaille ensuite comme caissier à la First National Bank of Tiffin de 1928 à 1934. Commis aux stocks de la Sterling Grinding Wheel Company à Tiffin en 1934, il en devient le chef de service des stocks de 1936 à 1941, puis assistant au service du personnel de 1941 à 1945. Il épouse Alverta Mae Smith en 1942, dont il a deux filles et un garçon. Il devient assistant du directeur du personnel de 1945 à 1950, puis directeur du personnel.
Amateur de tir, de pêche et de golf, il se lance dans l'écriture au milieu des années 1930. Il publie alors un grand nombre de nouvelles dans les pulps, notamment dans Black Mask, où paraissent presque toutes les aventures du docteur détective Clinton L. Colby.
À partir des années 1950, Roger Martin fait paraître des romans policiers qui, souvent, reprennent en les développant ou rassemblent plusieurs nouvelles qu'il a antérieurement publiées et dont plus d'une douzaine ont pour héros Jim Bennett, un détective dur-à-cuire qui mène ses enquêtes pour le compte de la succursale de Cleveland d'une agence de détectives new-yorkaise. Le ton désabusé sous lequel sont livrés les récits et la description cinglante d'une bourgeoisie décadente rapprochent les romans de cette série des œuvres de Raymond Chandler.
Sous le pseudonyme Lee Roberts, il fait paraître des romans noirs, dont deux ont pour héros le détective privé Lee Fiske, qui apparaît également dans une poignée de nouvelles.
Roger Martin meurt à Tiffin, en Ohio, le 1er février 1976.

## Œuvre

### Romans

#### SérieJim Bennett
- Dark Dream (1951) Publié en français sous le titre Belles de golf et Balles blindées, Paris, Presses de la Cité, coll. « Un mystère » no 93, 1952
- Sleep, My Love (1953) Publié en français sous le titre Jusqu'à la corde, Paris, Presses de la Cité, coll. « Un mystère » no 180, 1954
- Tears for the Bride (1954)
- The Widow and the Web (1954)
- The Echoing Shore (1955), aussi titré The Tough Die Hard
- Just a Corpse at Twilight (1955)
- Catch a Killer (1956)
- Hand-Picked for Murder (1957)
- Killer Among Us (1958) Publié en français sous le titre Sabotages, Paris, ZED, coll. « Haute Tension » no 3, 1963
- A Key to the Morgue (1959) Publié en français sous le titre Flagrant Délit, Paris, Presses de la Cité, coll. « Un mystère » no 559, 1961
- To Have and to Kill (1960)
- She, Me, and Murder (1962)
- Bargain for Death (1962)
- A Coffin for Two (1964)

### Romans signés Lee Roberts

#### SérieLee Fiske
- Little Sister (1952)
- The Case of the Missing Lovers (1957)

#### Autres romans signés Lee Roberts
- The Pale Door (1955) Publié en français sous le titre Délirium très mince, Paris, Presses de la Cité, coll. « Un mystère » no 228, 1955
- Judas Journey (1956)
- Once a Widow (1957) Publié en français sous le titre Veuve à tout prix, Paris, Presses de la Cité, coll. « Un mystère », 3e série, no 125, 1971
- If the Shoe Fits (1959)
- Death of a Ladies' Man (1960) Publié en français sous le titre Poulet farci, Paris, Presses de la Cité, coll. « Un mystère » no 552, 1960
- Suspicion (1964)

### Nouvelles

#### SérieDocteur Clinton L. Colby
- Doctor of Doom (septembre 1948)
- Let's All Swing Together (mars 1949)
- Death's Glass Slipper (mai 1949)
- Richest Man in the Graveyard (juillet 1949)
- Dirge in Bolero Time (janvier 1950)
- Lost in the Shrouds (juillet 1950)
- For Better or For Death (mars 1951)

#### SérieJim Bennett
- Talk Yourself to Death (février 1947)
- G. I. Doublecross (mars 1945)
- Murder Without Music (août 1945)
- Killers Can't Be Careless (novembre 1946)
- Wake of the Willful Wife (août 1947)
- Death Gives a Permanent Wave (octobre 1947)
- Hanging is Too Good (mars 1948)
- Pardon My Poison (avril 1948)
- Dolls of Death (juillet 1948)
- She, Me and Murder (novembre 1948)
- Remains - To Be Seen (novembre 1948)
- Murder the Bum (avril 1949)
- A Shroud in Her Trousseau (juin 1949)
- Deadliest Dame in Town (septembre 1949)
- Slayers Go Solo (novembre 1949)
- I'll Be Killing You (février 1950)
- Sheathe Your Claws, Hellcat! (avril 1950)
- Slayers Burn Slow (novembre 1950)
- Catch a Killer (juillet 1956)

#### SérieLee Fiske
- Case of the Careless Caress (janvier 1948)
- Just a Corpse at Twilight (mars 1949)
- A Corpse in Time (octobre 1949)
- Killer on the Town (février 1950)
- Married to Murder (août 1950)
- Death Under Glass (février 1952)

#### Autres nouvelles
- A Case for the Morgue (mai 1936)
- Midnight Call (avril 1938)
- Getaway Doublecross (septembre 1938)
- Gunsel, Get Ready to Die! (avril 1939)
- Tea Party Frame Up (mai 1944)
- Rat Race in Foxtown (mai 1946)
- Nice Like a Cobra (février 1947)
- Nothing But Trouble (avril 1947)
- Death Under Par (mai 1947)
- Passport to Murder (août 1947)
- Dead Center (avril 1948)
- No Haven for Homicide (mai 1948)
- Homicidal Honey (février 1949)
- Death's Grinding Wheels (février 1949)
- Bullets for the Bride (avril 1949)
- Deegan and the Deadly Dolls (mai 1949)
- The House that Death Built (mars 1950)
- Murder on the Make (octobre 1950)
- Murder with Pleasure (février 1951)
- A Time of Evil (mars 1954)
- Husband's Best Friend (mai 1955)

## Sources
- Claude Mesplède, Dictionnaire des littératures policières, vol. 2 : J - Z, Nantes, Joseph K, coll. « Temps noir », 2007, 1086 p. (ISBN 978-2-910-68645-1, OCLC 315873361), p. 318 (notice Robert Lee Martin).